# Husari
Husari is een plaats in de Estlandse gemeente Võru vald, provincie Võrumaa. De plaats heeft de status van dorp (Estisch: küla).
Tot in oktober 2017 hoorde Husari bij de gemeente Lasva. In die maand werd Lasva bij de gemeente Võru vald gevoegd.

## Bevolking
Het aantal inwoners is al jaren stabiel, zoals blijkt uit het volgende staatje:
| Jaar            | 2000 | 2001 | 2011 | 2017 | 2019 | 2021 |
| --------------- | ---- | ---- | ---- | ---- | ---- | ---- |
| Aantal inwoners | 16   | 17   | 14   | 16   | 16   | 16   |

## Geografie
Husari ligt aan de spoorlijn Valga - Petsjory, die sinds 2001 alleen nog voor goederenvervoer wordt gebruikt. Het dorp had een halte aan de lijn; het wachthuisje bestaat nog. Het dorp ligt ca. 9 km ten oosten van de provinciehoofdstadstad Võru.

## Geschiedenis
Nadat de spoorlijn Valga - Petsjory in 1889 was gereedgekomen, kreeg Husari, dat toen een landbouwgebied met enige bebouwing was, een station Гуссарь (Hussar, huzaar). In de buurt lagen enkele boerderijen met de naam Hussar, maar de precieze relatie met de huzaren is niet duidelijk. Het station lag in die tijd op een heuvel naast het spoor met de naam Jänesmägi of Jänesemägi.
Nadat Estland in 1919 onafhankelijk was geworden, bleef het station in gebruik. De halte kreeg de naam Hussari of Husari. Ook de nederzetting die bij het station ontstond kreeg die naam. Na 1930 werd de naam veranderd in Jänesemäe, ook wel Jänesmäe. In de late jaren dertig werd de naam weer Husari.
In het station was in de jaren twintig en dertig van de 20e eeuw een postkantoor gevestigd. Tot 1 juli 1934 gebruikte het een stempel Husari, daarna een stempel Jänesemäe. Op een spoorkaart uit 1938 heet het station weer Husari.

## Foto's

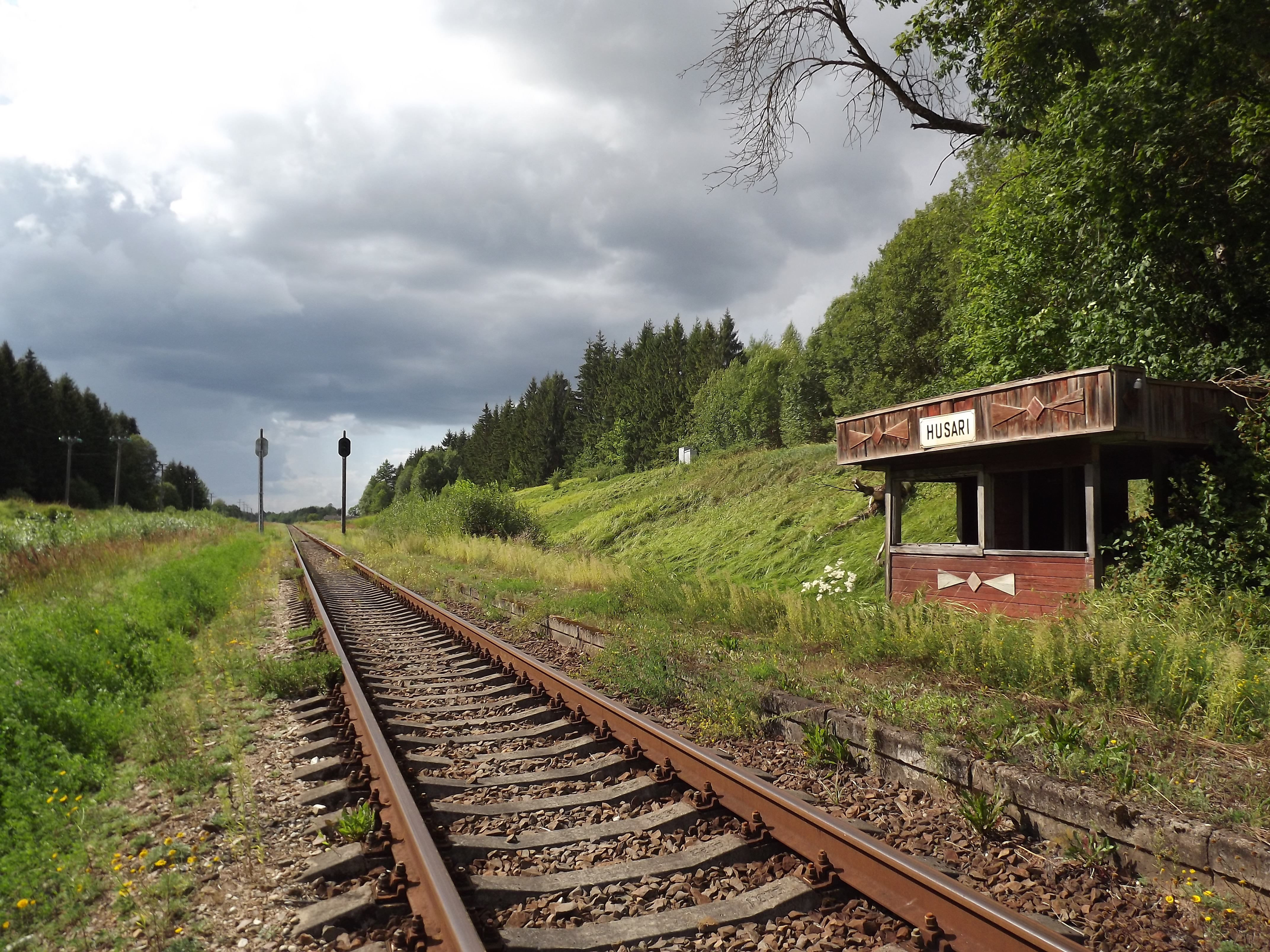
Halte Husari
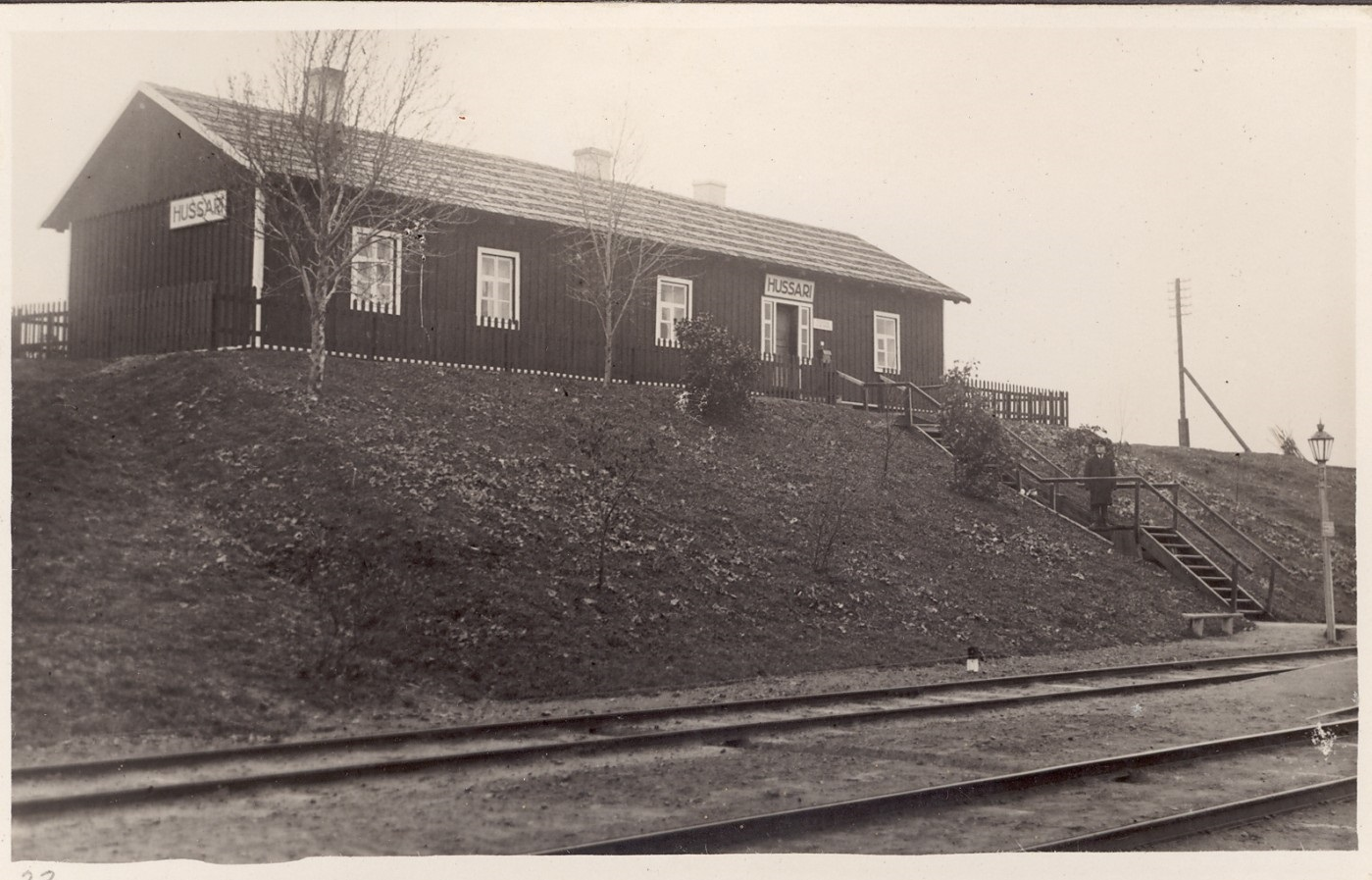
De halte in de jaren twintig
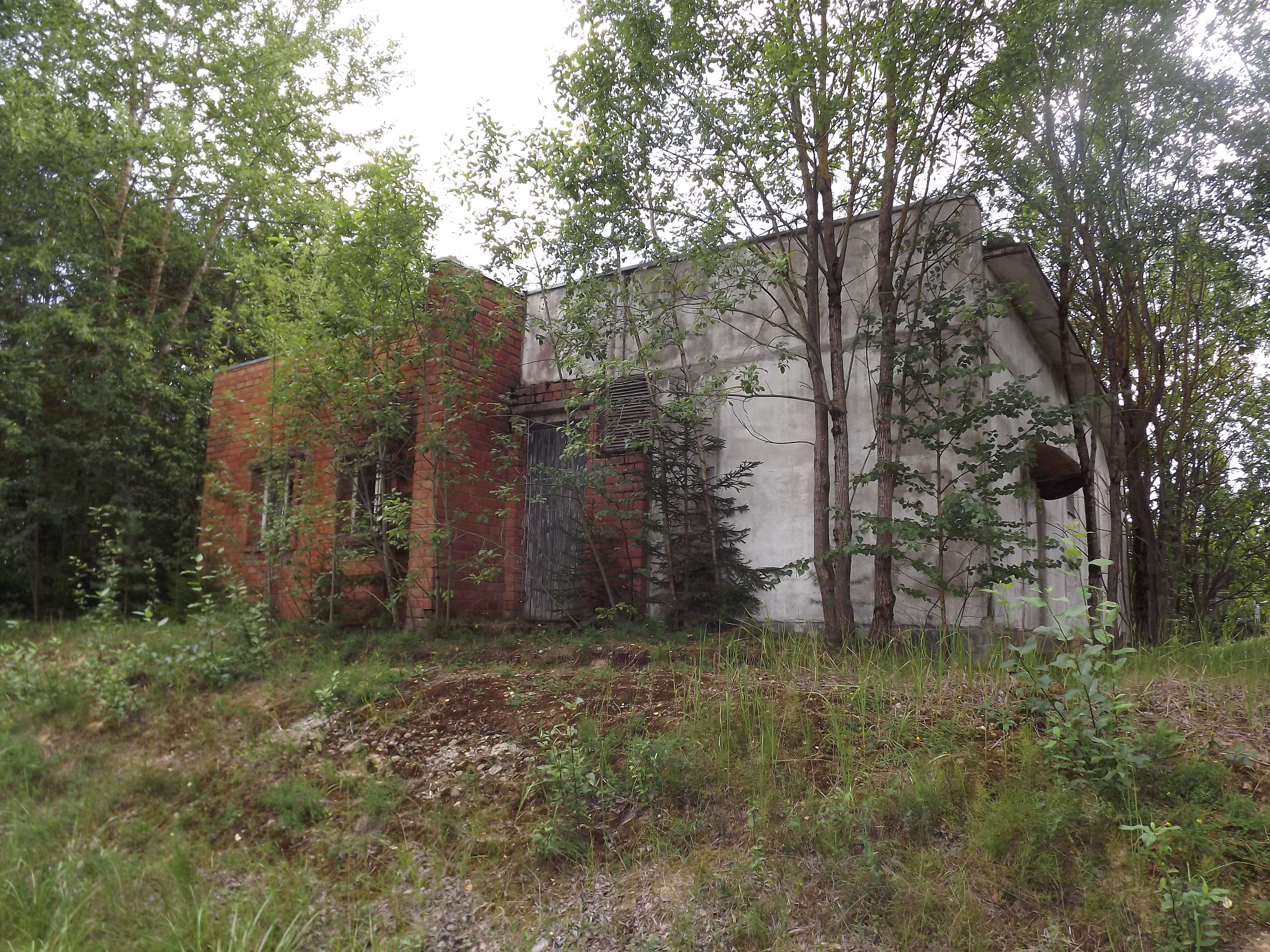
Elektriciteitscentrale, in 2020 afgebroken